# Mango (langue sara)
Pour les articles homonymes, voir Mango.
Le mango est une langue sara parlée au Tchad, principalement dans le département de La Pendé dans la région du Logone Oriental et dans les régions du Mandoul et du Tandjilé.